# Пентагоніт
Пентагоніт — рідкісний силікатний мінерал із формулою Ca(VO)Si4O10·4(H2O). Його назвали за незвичайне двійникування, яке створює очевидну п'ятикратну симетрію. Це диморф каванситу.
Пентагоніт вперше був описаний у 1973 році в державному парку «Озеро Овіхі», округ Малхер, штат Орегон. Про нього також повідомляється з району Пуна в Індії.
Зустрічається у вигляді заповнення тріщин і порожнин у туфах і базальтах. Асоціюється з каванситом, гейландитом, стильбітом, анальцимом, апофілітом і кальцитом.